# Lira austriaca
La lira austriaca è stata la valuta usata nel Regno Lombardo-Veneto; venne introdotta a partire dalla metà del XVIII secolo e il suo utilizzo fu sospeso tra il 1848 e il 1849 durante la reggenza del Governo provvisorio di Milano e della Repubblica di San Marco. Era agganciata alla monetazione dell'Impero austriaco e valeva un terzo di fiorino.

## Storia

### La nascita della lira austriaca
Il Regno Lombardo-Veneto nacque il 7 aprile 1815 a seguito del Congresso di Vienna, ma a causa dei disordini della guerra l'Impero austriaco non decise immediatamente di coniare una lira propria del nuovo regno, così dal 1815 al 1822 si decise di coniare nelle zecche di Milano e Venezia solamente monete aventi corso legale in tutto l'Impero austriaco. A seguito di questa indecisione quindi la lira italiana napoleonica continuò ad avere corso legale fino al 31 gennaio 1827 grazie ad un decreto emanato il 15 settembre 1826 che metteva fuori corso legale le monete napoleoniche. La lira austriaca destinata alla sola circolazione nel Regno Lombardo-Veneto iniziò ad essere coniata nel 1822, ma entrò in circolazione solo il 1º novembre 1823, quando con una patente sovrana Francesco I definì la nuova moneta. La lira austriaca era costituita da 4,331 g di argento puro al 90%, che corrispondono a 3,8979 g di argento puro ed aveva un diametro di 22 mm, aveva quindi un valore di 20 kreuzer che corrispondevano ad ⅓ di fiorino austriaco. Venne poi definita la suddivisione in centesimi e le monete multiple della lira: lo scudo, che valeva 6 lire e la sovrana, 40 lire. Durante il regno di Francesco I tutte le lire austriache vennero coniate nelle zecche di Milano e Venezia e riportavano lo stemma del regno Lombardo-Veneto. Nonostante la nuova valuta, nel regno si diffuse con estrema facilità la moneta austriaca da 20 kreuzer, la cosiddetta svanzica. Questa moneta infatti a causa di un errore burocratico veniva cambiata a 86 centesimi di lira italiana contro gli 87 centesimi della lira austriaca e a causa questa differenza la moneta divenne molto popolare. La lira italiana aveva infatti un valore più alto dato che aveva lo stesso titolo d'argento e pesava 5 g.

### I moti del 1848 e la nuova lira austriaca
Nel marzo del 1848 a seguito delle Cinque giornate di Milano si istituì il Governo Provvisorio di Milano il quale sospese brevemente la produzione della lira e coniò una nuova lira che seguiva lo standard della lira italiana. Vennero coniate per la circolazione monete d'oro da 40 lire e 20 lire e una d'argento da 5 lire, inoltre furono realizzate delle prove per l'1 lira e le 2 lire. Analogamente anche il Veneto insorse contro l'Impero Austriaco e il 17 marzo 1848 costituì la Repubblica di San Marco che sospese l'utilizzo e su modello della lira italiana coniò monete in rame da 1, 3 e 5 centesimi, in argento da 15, 25 centesimi e 5 lire e un marengo da 20 lire.
La Repubblica di San Marco durò fino al 22 agosto 1849 e subito dopo le rivolte vennero ripristinati gli standard monetari austriaci e venne introdotta la moneta da 10 centesimi. Con un'ordinanza imperiale il 7 aprile 1851 venne modificato il peso delle monete di rame austriache così con un'ordinanza analoga risalente al 28 luglio 1852 anche i centesimi pesarono meno dei precedenti, inoltre per motivi politici queste monete riportarono la scritta Impero Austriaco al posto di quella Regno Lombardo-Veneto ed anche lo stemma fu cambiato.
Il 19 settembre 1857, la monetazione austriaca cambiò radicalmente basando il valore delle monete unicamente sull'argento e il fiorino venne diviso in 100 soldi. Il decreto venne esteso al Regno lombardo Veneto il 1º novembre 1858, ma poco dopo a causa della seconda guerra di indipendenza l'Impero perse la Lombardia e il nuovo fiorino veneto, equivalente al fiorino austriaco, venne coniato a Venezia nei pezzi da 1 soldo e mezzo soldo. In Lombardia la sostituzione con la lira italiana avvenne invece immediatamente in contemporanea con l'occupazione sabauda e quasi due anni prima della proclamazione del Regno d'Italia al cambio di 0,86 lire italiane per 1 lira austriaca.

## Conversioni
Le prime tre conversioni erano fissate dallo stato austriaco, mentre l'ultima si riferisce al 1859 dopo l'annessione della Lombardia al Regno di Sardegna. 
| Fiorino austriaco | Lira austriaca |
| ----------------- | -------------- |
| Kreuzer           | 0,05           |
| Svanzica          | 1              |
| Fiorino           | 3              |
| Tallero           | 6              |
| Ducato            | 14             |
| Corona            | 40             |

## Monete
| Immagine | Immagine | Moneta       | Valore    | Descrizione | Descrizione | Descrizione  | Descrizione | Anni di conio | Anni di conio | Cambio lire italiane 1861 |
| Dritto   | Rovescio | Moneta       | Valore    | Peso        | Diametro    | Composizione | Bordo       | inizio        | fine          | Cambio lire italiane 1861 |
| -------- | -------- | ------------ | --------- | ----------- | ----------- | ------------ | ----------- | ------------- | ------------- | ------------------------- |
|          |          | Centesimo    | 1 cent.   | 1,75 g      | 18 mm       | Cu 990‰      | liscio      | 1822          | 1846          | —                         |
| 1,09 g   | 15 mm    | Centesimo    | 1 cent.   | 1852        | 1852        | Cu 990‰      | liscio      |               |               | —                         |
|          |          | 3 Centesimi  | 3 cent.   | 5,25 g      | 22 mm       | Cu 990‰      | liscio      | 1822          | 1852          | —                         |
|          |          | 3 Centesimi  | 3 cent.   | 3,28 g      | 19 mm       | Cu 990‰      | liscio      | 1852          | 1852          | —                         |
|          |          | Soldo        | 5 cent.   | 8,75 g      | 24 mm       | Cu 990‰      | liscio      | 1822          | 1850          | —                         |
| 5,47 g   | 22 mm    | Soldo        | 5 cent.   | 1852        | 1852        | Cu 990‰      | liscio      |               |               | —                         |
|          |          | 10 Centesimi | 10 cent.  | 17,5 g      | 30,5 mm     | Cu 990‰      | liscio      | 1849          | 1849          | —                         |
| 10,93 g  | 26,5 mm  | 10 Centesimi | 10 cent.  | 1852        | 1852        | Cu 990‰      | liscio      |               |               | —                         |
|          |          | ¼ Lira       | 25 cent.  | 1,62 g      | 16 mm       | Ag 600‰      | liscio      | 1822          | 1822          | 0,20 L.                   |
|          |          | ½ Lira       | 50 cent.  | 2,16 g      | 18 mm       | Ag 900‰      | liscio      | 1822          | 1855          | 0,41 L.                   |
|          |          | Lira         | 100 cent. | 4,33        | 22,5 mm     | Ag 900‰      | liscio      | 1822          | 1858          | 0,86 L.                   |
|          |          | Fiorino      | 3 lire    | 12,99 g     | 30 mm       | Ag 900‰      | rigato      | 1822          | 1853          | 2,46 L.                   |
|          |          | Scudo        | 6 lire    | 25,99 g     | 39 mm       | Ag 900‰      | rigato      | 1822          | 1832          | 4,92 L.                   |
|          |          | Scudo        | 6 lire    | 25,99 g     | 38,5 mm     | Ag 900‰      | rigato      | 1837          | 1846          | 4,92 L.                   |
|          |          | Scudo        | 6 lire    | 25,99 g     | 38 mm       | Ag 900‰      | rigato      | 1853          | 1853          | 4,92 L.                   |
|          |          | ½ Sovrano    | 20 lire   | 5,67 g      | 21 mm       | Au 900‰      | rigato      | 1822          | 1849          | —                         |
|          |          | ½ Sovrano    | 20 lire   | 5,67 g      | 21 mm       | Au 900‰      | rigato      | 1854          | 1856          | —                         |
|          |          | Sovrano      | 40 lire   | 11,33 g     | 25,5 mm     | Au 900‰      | rigato      | 1822          | 1848          | —                         |
|          |          | Sovrano      | 40 lire   | 11,33 g     | 25,5 mm     | Au 900‰      | rigato      | 1853          | 1856          | —                         |

Nel 1815 sono stati coniati alcuni zecchini d'oro in occasione della visita dell'imperatore Francesco I alla zecca di Venezia, inoltre nel 1852 sono state coniate delle monete da 15 centesimi che non sono entrate in circolazione.

## Fiorino austriaco
Con la terza guerra di indipendenza nel 1866 fu liberato anche il Veneto e il fiorino austriaco fu cambiato con un valore di 1 L. = 4,05 Fl.
| Immagine | Immagine | Moneta    | Valore        | Descrizione | Descrizione | Descrizione  | Descrizione | Anni di conio | Cambio lire austriache 1866 |
| Fronte   | Retro    | Moneta    | Valore        | Peso        | Diametro    | Composizione | Bordo       | Anni di conio | Cambio lire austriache 1866 |
| -------- | -------- | --------- | ------------- | ----------- | ----------- | ------------ | ----------- | ------------- | --------------------------- |
|          |          | 1/2 soldo | 0,005 fiorini | 1,67 g      | 16,5 mm     | Cu           | rigato      | 1862          | 0,01425 lire                |
|          |          | 1 soldo   | 0,01 fiorini  | 3,33 g      | 19 mm       | Cu           | rigato      | 1862          | 0,0285 lire                 |

### Esplicative
1. ↑  Spesso la valuta era semplicemente abbreviata con la parola lira mentre se era messa in confronto con la lira italiana veniva ridotta ad aust. lira. I centesimi erano comunemente abbreviati con cent.

### Bibliografiche
1. 1 2  Numismatica Italiana, p. 87.
2. ↑  Gigante, p. 279.
3. ↑   Decreto corso legale, su lombardiabeniculturali.it. URL consultato il 10 novembre 2018 (archiviato dall'url originale il 2 aprile 2016).
4. ↑  Numismatica Italiana, p. 88.
5. ↑  Gigante, p. 60.
6. ↑  Krause, p. 821.
7. ↑  Krause, p. 856.
8. ↑  Numismatica Italiana, p. 90.
9. ↑  Numismatica Italiana, pp. 93-94.
10. ↑  Gigante, p. 34.
11. ↑   numismatica-italiana.lamoneta.it,  https://numismatica-italiana.lamoneta.it/riepilogo/SW-31.
12. ↑   Tariffa cambio lira fiorino, su normattiva.it.